# Hribarjeva vila
Hribarjeva vila ali Zlatica je meščanska vila, ki stoji ob južnem vznožju Rožnika v ljubljanskem predelu Rožna dolina.
Stavba je bila zgrajena leta 1912 v takratnem naselju poštnih uradnikov. Osem let kasneje jo je odkupil ljubljanski župan Ivan Hribar in jo dal leta 1934 obnoviti ter dozidati. Po svoji hčerki Zlati jo je poimenoval Zlatica. Prvi poseg k vili je bila povečanje parcele z nakupom sosednjega zemljišča, kjer je bil velik sadovnjak. Leta 1933 je vilo povečal za dva prizidka na vzhodni strani. K sodelovanju je povabil znanega arhitekta Josipa Costaperario. Zadnji poseg k vili je bila gradnja bunkerja leta 1940.
Zlata Hribar je objekt tudi podedovala in ga z oporoko ob svoji smrti leta 2000 zapustila državi, da bi bil v njej urejen Hribarjev muzej. Ministrstvo za kulturo deset let ni našlo sredstev ne za obnovo, ne za vzdrževanje, zato je država vilo leta 2010 prenesla na Mestno občino Ljubljana. Ta je poskrbela za osnovno vzdrževanje, ki je preprečilo nadaljnje propadanje. Glavni razlog za obnovitev same Vile Zlatice (2016–19), je ohranjanje kulturne dediščine, ki ima danes simbolno vrednost kulturnega spomenika lokalnega pomena.
Naročnik obnove Vile Zlatice je Mestna občina Ljubljana. V podpisnem pismu sta Muzeji in mestne galerije Ljubljana (MGML), ki upravlja muzeje v lasti Mestne občine ter Forum slovanskih kultur sklenila s tripartitino pogodbo o delitvi prostorov in stroškov Vile Zlatice.
- MGML: stroške investicijskega vzdrževanje, stroške stalne razstave in stroške občasnih razstav,
- Forum slovanskih kultur: stroške tekočega vzdrževanja, stroške zaposlenih, stroške izvedbe programa – stroške razstav, izvedbe vodstev, izvedbe pedagoškega programa.